# Giải vô địch bóng đá thế giới các câu lạc bộ 2025
Giải vô địch bóng đá thế giới các câu lạc bộ 2025 là một giải đấu bóng đá quốc tế của Giải vô địch bóng đá thế giới các câu lạc bộ, một giải đấu bóng đá cấp các câu lạc bộ quốc tế do Liên đoàn bóng đá thế giới (FIFA) tổ chức. Giải đấu được lên kế hoạch là giải đấu đầu tiên theo thể thức mở rộng với 32 đội và sẽ được tổ chức vào tháng 6 năm 2025. Đề xuất trước đó về việc mở rộng giải đấu là lên 24 đội ở Trung Quốc vào năm 2021 nhưng đã bị hủy bỏ do đại dịch COVID-19.
Manchester City tham dự giải đấu với tư cách nhà đương kim vô địch sau khi giành danh hiệu đầu tiền ở kỳ tổ chức trước dưới thể thức cũ vào năm 2023. Tuy nhiên, họ đã bị Al-Hilal loại ở vòng 16 đội.

## Bối cảnh
Chủ tịch Liên đoàn bóng đá thế giới Gianni Infantino đã công bố thể thức mở rộng vào tháng 12 năm 2022, nhưng đề xuất này phải được sáu liên đoàn chấp thuận. Việc mở rộng được đề xuất đã bị FIFPRO, một hiệp hội toàn cầu gồm các cầu thủ chuyên nghiệp, chỉ trích cũng như các Diễn đàn các giải đấu thế giới, đại diện cho các giải đấu chuyên nghiệp; cả hai tổ chức đều nêu lên mối lo ngại liên quan phúc lợi của cầu thủ do các trận đấu được tăng lên vốn đã đông nghịt. La Liga — giải đấu hàng đầu của Tây Ban Nha — cũng chỉ trích kế hoạch này và cho biết trong một tuyên bố sẽ xem xét hành động pháp lý để ngăn chặn việc mở rộng.

## Phân bổ suất vé và các đội tham dự
Vào ngày 14 tháng 2 năm 2023, Hội đồng FIFA đã phê duyệt việc phân bổ suất cho giải đấu năm 2025 dựa trên "bộ chỉ số và tiêu chí khách quan". UEFA được trao nhiều suất nhất với 12 suất, trong khi CONMEBOL được trao nhiều thứ hai với 6 suất. AFC, CAF và CONCACAF đều được trao 4 suất, trong khi OFC và hiệp hội chủ nhà được cấp mỗi khu vực 1 suất. Vào ngày 14 tháng 3, Hội đồng FIFA đã thông qua các nguyên tắc chính của danh sách truy cập vào giải đấu. Các nguyên tắc như sau, khi xem xét các cuộc thi đã hoàn thành trong khoảng thời gian 4 năm từ 2021 đến 2024:
- CONMEBOL và UEFA (nhiều hơn 4 suất): quyền dành cho những đội vô địch trong giải đấu cấp câu lạc bộ hàng đầu của liên đoàn từ năm 2021 đến năm 2024, với các đội bổ sung được xác định theo thứ hạng câu lạc bộ trong giai đoạn 4 năm
- AFC, CAF và CONCACAF (mỗi khu vực 4 suất): quyền tham dự dành cho những đội vô địch trong giải đấu cấp câu lạc bộ hàng đầu của liên đoàn từ năm 2021 đến năm 2024[Ghi chú 1]
- OFC (1 suất): quyền tham dự dành cho câu lạc bộ có thứ hạng cao nhất trong số những đội vô địch trong giải đấu cấp câu lạc bộ hàng đầu của liên đoàn từ năm 2021 đến năm 2024[Ghi chú 2]
- Nước chủ nhà (1 suất): Sẽ được xác định ở giai đoạn sau.

Nếu một câu lạc bộ vô địch hai mùa giải trở lên trong giải đấu cấp câu lạc bộ hàng đầu liên đoàn của họ, các đội bổ sung sẽ được xác định theo thứ hạng câu lạc bộ trong giai đoạn 4 năm. Chỉ có tối đa hai câu lạc bộ cho mỗi quốc gia sẽ được áp dụng, ngoại trừ các câu lạc bộ vô địch nếu có nhiều hơn hai câu lạc bộ từ cùng một quốc giai giành chiến thắng trong giải đấu cấp câu lạc bộ hàng đầu liên đoàn của họ. Phương pháp tính toán thứ hạng câu lạc bộ 4 năm trong mỗi liên đoàn sẽ dựa trên tiêu chí thể thao trong các mùa giải diễn ra từ năm 2021 đến năm 2024 và sẽ được hoàn thiện sau khi tham khảo ý kiến của các liên đoàn và các bên liên quan.
Dựa trên danh sách cập nhật, các câu lạc bộ sau đã lấy vé tham gia tham dự giải đấu:
| Liên đoàn                   | Đội                 | Tư cách tham dự                                                         | Ngày giành quyền tham dự | Lần tham dự thứ (các lần trước)                                       |
| --------------------------- | ------------------- | ----------------------------------------------------------------------- | ------------------------ | --------------------------------------------------------------------- |
| CONCACAF (chủ nhà) (1 suất) | Inter Miami         | Không xác định                                                          | 20 tháng 10 năm 2024     | 1 (Lần đầu)                                                           |
| AFC (4 suất)                | Al-Hilal            | Vô địch AFC Champions League 2021                                       | 14 tháng 3 năm 2023      | 4 (2019, 2021, 2022)                                                  |
| AFC (4 suất)                | Urawa Red Diamonds  | Vô địch AFC Champions League 2022                                       | 6 tháng 5 năm 2023       | 4 (2007, 2017, 2023)                                                  |
| AFC (4 suất)                | Al-Ain              | Vô địch AFC Champions League 2023–24                                    | 25 tháng 5 năm 2024      | 2 (2018)                                                              |
| AFC (4 suất)                | Ulsan HD            | Bảng xếp hạng AFC 4 năm                                                 | 17 tháng 4 năm 2024      | 3 (2012, 2020)                                                        |
| CAF (4 suất)                | Al Ahly             | Vô địch CAF Champions League 2020–21, 2022–23, và 2023–24               | 14 tháng 3 năm 2023      | 10 (2005, 2006, 2008, 2012, 2013, 2020, 2021, 2022, 2023)             |
| CAF (4 suất)                | Wydad Casablanca    | Vô địch CAF Champions League 2021–22                                    | 14 tháng 3 năm 2023      | 3 (2017, 2022)                                                        |
| CAF (4 suất)                | Espérance de Tunis  | Bảng xếp hạng CAF 4 năm                                                 | 26 tháng 4 năm 2024      | 4 (2011, 2018, 2019)                                                  |
| CAF (4 suất)                | Mamelodi Sundowns   | Bảng xếp hạng CAF 4 năm                                                 | 26 tháng 4 năm 2024      | 2 (2016)                                                              |
| CONCACAF (4 suất)           | Monterrey           | Vô địch 2021 CONCACAF Champions League                                  | 14 tháng 3 năm 2023      | 6 (2011, 2012, 2013, 2019, 2021)                                      |
| CONCACAF (4 suất)           | Seattle Sounders FC | Vô địch 2022 CONCACAF Champions League                                  | 14 tháng 3 năm 2023      | 2 (2022)                                                              |
| CONCACAF (4 suất)           | Los Angeles F.C.    | Thắng vòng play-in                                                      | 31 tháng 5 năm 2025      | CXĐ                                                                   |
| CONCACAF (4 suất)           | Pachuca             | Vô địch 2024 CONCACAF Champions Cup                                     | 2 tháng 6 năm 2024       | 5 (2007, 2008, 2010, 2017)                                            |
| CONMEBOL (6 suất)           | Palmeiras           | Vô địch Copa Libertadores 2021                                          | 14 tháng 3 năm 2023      | 3 (2020, 2021)                                                        |
| CONMEBOL (6 suất)           | Flamengo            | Vô địch Copa Libertadores 2022                                          | 14 tháng 3 năm 2023      | 3 (2019, 2022)                                                        |
| CONMEBOL (6 suất)           | Fluminense          | Vô địch Copa Libertadores 2023                                          | 4 tháng 11 năm 2023      | 2 (2023)                                                              |
| CONMEBOL (6 suất)           | Botafogo            | Vô địch Copa Libertadores 2024                                          | 1 tháng 12 năm 2024      | 1 (Lần đầu)                                                           |
| CONMEBOL (6 suất)           | River Plate         | Bảng xếp hạng CONMEBOL 4 năm                                            | 14 tháng 5 năm 2024      | 3 (2015, 2018)                                                        |
| CONMEBOL (6 suất)           | Boca Juniors        | Bảng xếp hạng CONMEBOL 4 năm                                            | 22 tháng 8 năm 2024      | 2 (2007)                                                              |
| OFC (1 suất)                | Auckland City       | Đội vô địch OFC Champions League xuất sắc nhất trong xếp hạng OFC 4 năm | 17 tháng 12 năm 2023     | 12 (2006, 2009, 2011, 2012, 2013, 2014, 2015, 2016, 2017, 2022, 2023) |
| UEFA (12 suất)              | Chelsea             | Vô địch UEFA Champions League 2020–21                                   | 14 tháng 3 năm 2023      | 3 (2012, 2021)                                                        |
| UEFA (12 suất)              | Real Madrid         | Vô địch UEFA Champions League 2021–22, 2023–24                          | 14 tháng 3 năm 2023      | 7 (2000, 2014, 2016, 2017, 2018, 2022)                                |
| UEFA (12 suất)              | Manchester City     | Vô địch UEFA Champions League 2022–23                                   | 10 tháng 6 năm 2023      | 2 (2023)                                                              |
| UEFA (12 suất)              | Bayern Munich       | Bảng xếp hạng UEFA 4 năm                                                | 17 tháng 12 năm 2023     | 3 (2013, 2020)                                                        |
| UEFA (12 suất)              | Paris Saint-Germain | Bảng xếp hạng UEFA 4 năm                                                | 17 tháng 12 năm 2023     | 1 (Lần đầu)                                                           |
| UEFA (12 suất)              | Inter Milan         | Bảng xếp hạng UEFA 4 năm                                                | 17 tháng 12 năm 2023     | 2 (2010)                                                              |
| UEFA (12 suất)              | Porto               | Bảng xếp hạng UEFA 4 năm                                                | 17 tháng 12 năm 2023     | 1 (Lần đầu)                                                           |
| UEFA (12 suất)              | Benfica             | Bảng xếp hạng UEFA 4 năm                                                | 17 tháng 12 năm 2023     | 1 (Lần đầu)                                                           |
| UEFA (12 suất)              | Borussia Dortmund   | Bảng xếp hạng UEFA 4 năm                                                | 6 tháng 3 năm 2024       | 1 (Lần đầu)                                                           |
| UEFA (12 suất)              | Juventus            | Bảng xếp hạng UEFA 4 năm                                                | 12 tháng 3 năm 2024      | 1 (Lần đầu)                                                           |
| UEFA (12 suất)              | Atlético Madrid     | Bảng xếp hạng UEFA 4 năm                                                | 16 tháng 4 năm 2024      | 1 (Lần đầu)                                                           |
| UEFA (12 suất)              | Red Bull Salzburg   | Bảng xếp hạng UEFA 4 năm                                                | 17 tháng 4 năm 2024      | 1 (Lần đầu)                                                           |

### Các đội vẫn đang tranh giành suất tham dự thông qua bảng xếp hạng liên đoàn bốn năm

#### Kiểu
- Tối đa hai câu lạc bộ cho mỗi hiệp hội được áp dụng cho các đội tham gia thông qua xếp hạng.
- Ở châu Âu, điểm hệ thống UEFA được sử dụng để xác định các đội được phân loại. Họ được xếp hạng theo kết quả trận đấu, không tính hiệp phụ (thắng 2 điểm, hòa 1 điểm, thua 0 điểm); và trình độ vòng bảng (4 điểm để lọt vào vòng bảng, 5 điểm để lọt vào vòng loại trực tiếp và 1 điểm cho mỗi vòng tiếp theo).
- Đối với các liên đoàn khác, các đội được xếp hạng theo kết quả trận đấu, không tính hiệp phụ (thắng 3 điểm, hòa 1 điểm, thua 0 điểm); và trình độ giai đoạn (đạt được 3 điểm cho mỗi vòng đấu, bắt đầu từ vòng bảng). Nếu bằng điểm, tiebreak sẽ được áp dụng theo thứ tự sau:[12]

1. Kết quả thi đấu tốt nhất
2. Kết quả tốt nhất gần đây nhất
3. Bàn thắng khác biệt
4. Bàn thắng được ghi

Chú thích
- (Q) Các đội đủ vượt qua vòng loại
- † Đội tích cực

| Câu lạc bộ             | 2021 | 2021 | 2021 | 2021      | 2021 | 2022 | 2022 | 2022 | 2022      | 2022 | 2023–24 | 2023–24 | 2023–24 | 2023–24   | 2023–24 | Tổng cộng |
| Câu lạc bộ             | T    | H    | B    | Giai đoạn | Điểm | T    | H    | B    | Giai đoạn | Điểm | T       | H       | B       | Giai đoạn | Điểm    | Tổng cộng |
| ---------------------- | ---- | ---- | ---- | --------- | ---- | ---- | ---- | ---- | --------- | ---- | ------- | ------- | ------- | --------- | ------- | --------- |
| Jeonbuk Hyundai Motors | 5    | 3    | 0    | QF        | 27   | 3    | 6    | 0    | SF        | 27   | 5       | 2       | 3       | QF        | 26      | 80        |
| Ulsan HD†              | 6    | 3    | 0    | SF        | 33   | 3    | 1    | 2    | GS        | 13   | 6       | 2       | 2       | SF        | 32      | 78        |

| Câu lạc bộ          | 2020–21 | 2020–21 | 2020–21 | 2020–21   | 2020–21 | 2021–22 | 2021–22 | 2021–22 | 2021–22   | 2021–22 | 2022–23 | 2022–23 | 2022–23 | 2022–23   | 2022–23 | 2023–24 | 2023–24 | 2023–24 | 2023–24   | 2023–24 | Tổng cộng |
| Câu lạc bộ          | T       | H       | B       | Giai đoạn | Điểm    | T       | H       | B       | Giai đoạn | Điểm    | T       | H       | B       | Giai đoạn | Điểm    | T       | H       | B       | Giai đoạn | Điểm    | Tổng cộng |
| ------------------- | ------- | ------- | ------- | --------- | ------- | ------- | ------- | ------- | --------- | ------- | ------- | ------- | ------- | --------- | ------- | ------- | ------- | ------- | --------- | ------- | --------- |
| Mamelodi Sundowns†  | 4       | 2       | 2       | QF        | 20      | 5       | 2       | 1       | QF        | 23      | 6       | 4       | 0       | SF        | 31      | 4       | 3       | 1       | SF        | 24      | 98        |
| Espérance de Tunis† | 4       | 2       | 4       | SF        | 23      | 4       | 3       | 1       | QF        | 21      | 4       | 3       | 3       | SF        | 24      | 3       | 4       | 1       | SF        | 22      | 90        |

| Câu lạc bộ         | 2021 | 2021 | 2021 | 2021      | 2021 | 2022 | 2022 | 2022 | 2022      | 2022 | 2023 | 2023 | 2023 | 2023      | 2023 | 2024 | 2024 | 2024 | 2024      | 2024 | Tổng cộng |
| Câu lạc bộ         | T    | H    | B    | Giai đoạn | Điểm | T    | H    | B    | Giai đoạn | Điểm | T    | H    | B    | Giai đoạn | Điểm | T    | H    | B    | Giai đoạn | Điểm | Tổng cộng |
| ------------------ | ---- | ---- | ---- | --------- | ---- | ---- | ---- | ---- | --------- | ---- | ---- | ---- | ---- | --------- | ---- | ---- | ---- | ---- | --------- | ---- | --------- |
| Philadelphia Union | 3    | 1    | 2    | SF        | 19   | 0    | 0    | 0    | DNQ       | 0    | 2    | 3    | 1    | SF        | 18   | 0    | 1    | 1    | R16       | 4    | 41        |

| Câu lạc bộ               | 2021 | 2021 | 2021 | 2021      | 2021 | 2022 | 2022 | 2022 | 2022      | 2022 | 2023 | 2023 | 2023 | 2023      | 2023 | 2024 | 2024 | 2024 | 2024      | 2024 | Tổng cộng |
| Câu lạc bộ               | T    | H    | B    | Giai đoạn | Điểm | T    | H    | B    | Giai đoạn | Điểm | T    | H    | B    | Giai đoạn | Điểm | T    | H    | B    | Giai đoạn | Điểm | Tổng cộng |
| ------------------------ | ---- | ---- | ---- | --------- | ---- | ---- | ---- | ---- | --------- | ---- | ---- | ---- | ---- | --------- | ---- | ---- | ---- | ---- | --------- | ---- | --------- |
| River Plate†             | 3    | 4    | 3    | QF        | 22   | 5    | 2    | 1    | R16       | 23   | 4    | 1    | 3    | R16       | 19   | 2    | 0    | 0    | GS        | 9    | 73        |
| Boca Juniors             | 3    | 3    | 2    | R16       | 18   | 3    | 3    | 2    | R16       | 18   | 4    | 8    | 1    | Final     | 35   | 0    | 0    | 0    | DNQ       | 0    | 71        |
| Olimpia                  | 3    | 2    | 5    | QF        | 20   | 2    | 2    | 2    | GS        | 11   | 5    | 2    | 3    | QF        | 26   | 0    | 0    | 0    | DNQ       | 0    | 57        |
| Nacional†                | 2    | 2    | 2    | GS        | 11   | 2    | 1    | 3    | GS        | 10   | 3    | 4    | 1    | R16       | 19   | 1    | 0    | 1    | GS        | 6    | 46        |
| Independiente del Valle† | 1    | 2    | 3    | GS        | 8    | 2    | 2    | 2    | GS        | 11   | 4    | 1    | 3    | R16       | 19   | 1    | 1    | 0    | GS        | 7    | 45        |
| Cerro Porteño†           | 3    | 1    | 4    | R16       | 16   | 2    | 2    | 4    | R16       | 14   | 1    | 1    | 4    | GS        | 7    | 1    | 0    | 1    | GS        | 6    | 43        |
| Barcelona†               | 5    | 3    | 4    | SF        | 30   | 0    | 0    | 0    | 3S        | 0    | 1    | 1    | 4    | GS        | 7    | 0    | 2    | 0    | GS        | 5    | 42        |
| Estudiantes†             | 0    | 0    | 0    | DNQ       | 0    | 5    | 3    | 2    | QF        | 27   | 0    | 0    | 0    | DNQ       | 0    | 1    | 1    | 0    | GS        | 7    | 34        |
| Bolívar†                 | 0    | 0    | 0    | 3S        | 0    | 0    | 0    | 0    | 2S        | 0    | 5    | 0    | 5    | QF        | 24   | 2    | 0    | 0    | GS        | 9    | 33        |
| Libertad†                | 0    | 0    | 0    | 3S        | 0    | 3    | 2    | 3    | R16       | 17   | 2    | 1    | 3    | GS        | 10   | 1    | 0    | 1    | GS        | 6    | 33        |
| The Strongest†           | 2    | 0    | 4    | GS        | 9    | 1    | 3    | 2    | GS        | 9    | 2    | 0    | 4    | GS        | 9    | 1    | 0    | 1    | GS        | 6    | 33        |
| Talleres†                | 0    | 0    | 0    | DNQ       | 0    | 4    | 3    | 3    | QF        | 24   | 0    | 0    | 0    | DNQ       | 24   | 1    | 1    | 0    | GS        | 7    | 31        |
| Colo-Colo†               | 0    | 0    | 0    | DNQ       | 0    | 2    | 1    | 3    | GS        | 10   | 1    | 3    | 2    | GS        | 9    | 1    | 0    | 1    | GS        | 6    | 25        |
| Deportivo Táchira†       | 3    | 0    | 3    | GS        | 12   | 2    | 1    | 3    | GS        | 10   | 0    | 0    | 0    | DNQ       | 10   | 0    | 0    | 2    | GS        | 3    | 25        |
| LDU Quito†               | 2    | 2    | 2    | GS        | 11   | 0    | 0    | 0    | DNQ       | 0    | 0    | 0    | 0    | DNQ       | 0    | 1    | 0    | 1    | GS        | 6    | 17        |
| Junior†                  | 1    | 4    | 1    | GS        | 10   | 0    | 0    | 0    | DNQ       | 0    | 0    | 0    | 0    | DNQ       | 0    | 1    | 1    | 0    | GS        | 7    | 17        |
| Peñarol†                 | 0    | 0    | 0    | DNQ       | 0    | 2    | 1    | 3    | GS        | 10   | 0    | 0    | 0    | DNQ       | 0    | 1    | 0    | 1    | GS        | 6    | 16        |
| Alianza Lima†            | 0    | 0    | 0    | DNQ       | 0    | 0    | 1    | 5    | GS        | 4    | 1    | 1    | 4    | GS        | 7    | 0    | 1    | 1    | GS        | 4    | 15        |
| Universitario†           | 1    | 1    | 4    | GS        | 7    | 0    | 0    | 0    | 2S        | 0    | 0    | 0    | 0    | DNQ       | 0    | 1    | 1    | 0    | GS        | 7    | 14        |

| Câu lạc bộ               | 2020–21 | 2020–21 | 2020–21 | 2020–21   | 2020–21 | 2021–22 | 2021–22 | 2021–22 | 2021–22   | 2021–22 | 2022–23 | 2022–23 | 2022–23 | 2022–23   | 2022–23 | 2023–24 | 2023–24 | 2023–24 | 2023–24   | 2023–24 | Tổng cộng |
| Câu lạc bộ               | T       | H       | B       | Giai đoạn | Điểm    | T       | H       | B       | Giai đoạn | Điểm    | T       | H       | B       | Giai đoạn | Điểm    | T       | H       | B       | Giai đoạn | Điểm    | Tổng cộng |
| ------------------------ | ------- | ------- | ------- | --------- | ------- | ------- | ------- | ------- | --------- | ------- | ------- | ------- | ------- | --------- | ------- | ------- | ------- | ------- | --------- | ------- | --------- |
| Bayern Munich† (Q)       | 8       | 1       | 1       | QF        | 27      | 7       | 2       | 1       | QF        | 26      | 8       | 1       | 1       | QF        | 27      | 6       | 2       | 1       | QF        | 24      | 104       |
| Paris Saint-Germain† (Q) | 6       | 1       | 5       | SF        | 24      | 4       | 2       | 2       | R16       | 19      | 4       | 2       | 2       | R16       | 19      | 4       | 2       | 3       | QF        | 20      | 82        |
| Inter Milan (Q)          | 1       | 3       | 2       | GS        | 9       | 4       | 1       | 3       | R16       | 18      | 7       | 3       | 3       | Final     | 29      | 4       | 3       | 1       | R16       | 20      | 76        |
| Borussia Dortmund† (Q)   | 5       | 2       | 3       | QF        | 22      | 3       | 0       | 3       | GS        | 10      | 3       | 3       | 2       | R16       | 18      | 4       | 3       | 2       | QF        | 21      | 71        |
| Porto (Q)                | 6       | 1       | 3       | QF        | 23      | 1       | 2       | 3       | GS        | 8       | 4       | 1       | 3       | R16       | 18      | 5       | 0       | 3       | R16       | 19      | 68        |
| Atlético Madrid†         | 2       | 3       | 3       | R16       | 16      | 3       | 3       | 4       | QF        | 19      | 1       | 2       | 3       | GS        | 8       | 6       | 2       | 1       | QF        | 24      | 67        |
| Barcelona†               | 5       | 1       | 2       | R16       | 20      | 2       | 1       | 3       | GS        | 9       | 2       | 1       | 3       | GS        | 9       | 6       | 1       | 2       | QF        | 23      | 61        |
| Benfica (Q)              | 0       | 0       | 0       | 3QR       | 0       | 3       | 4       | 3       | QF        | 20      | 6       | 3       | 1       | QF        | 25      | 1       | 1       | 4       | GS        | 7       | 52        |
| Juventus (Q)             | 6       | 0       | 2       | R16       | 21      | 5       | 1       | 2       | R16       | 20      | 1       | 0       | 5       | GS        | 6       | 0       | 0       | 0       | DNQ       | 0       | 47        |
| Red Bull Salzburg        | 1       | 1       | 4       | GS        | 7       | 3       | 2       | 3       | R16       | 17      | 1       | 3       | 2       | GS        | 9       | 1       | 1       | 4       | GS        | 7       | 40        |

## Bốc thăm
| Đội                 | Liên đoàn | Điểm |
| ------------------- | --------- | ---- |
| Manchester City     | UEFA      | 123  |
| Real Madrid         | UEFA      | 119  |
| Bayern Munich       | UEFA      | 108  |
| Paris Saint-Germain | UEFA      | 85   |
| Flamengo            | CONMEBOL  | 141  |
| Palmeiras           | CONMEBOL  | 140  |
| River Plate         | CONMEBOL  | 103  |
| Fluminense          | CONMEBOL  | 97   |

| Đội               | Liên đoàn | Điểm |
| ----------------- | --------- | ---- |
| Chelsea           | UEFA      | 79   |
| Borussia Dortmund | UEFA      | 79   |
| Inter Milan       | UEFA      | 76   |
| Porto             | UEFA      | 68   |
| Atlético Madrid   | UEFA      | 67   |
| Benfica           | UEFA      | 52   |
| Juventus          | UEFA      | 47   |
| Red Bull Salzburg | UEFA      | 40   |

| Đội          | Liên đoàn | Điểm |
| ------------ | --------- | ---- |
| Al Hilal     | AFC       | 118  |
| Ulsan HD     | AFC       | 81   |
| Al Ahly      | CAF       | 140  |
| Wydad AC     | CAF       | 108  |
| Monterrey    | CONCACAF  | 52   |
| León         | CONCACAF  | 47   |
| Boca Juniors | CONMEBOL  | 71   |
| Botafogo     | CONMEBOL  | 37   |

| Đội                 | Liên đoàn | Điểm |
| ------------------- | --------- | ---- |
| Urawa Red Diamonds  | AFC       | 49   |
| Al Ain              | AFC       | 43   |
| Espérance de Tunis  | CAF       | 100  |
| Mamelodi Sundowns   | CAF       | 98   |
| Pachuca             | CONCACAF  | 34   |
| Seattle Sounders FC | CONCACAF  | 28   |
| Auckland City       | OFC       | 66   |
| Inter Miami CF      | Chủ nhà   | —    |

### Các bảng đấu
| TT | Đội            |
| -- | -------------- |
| A1 | Palmeiras      |
| A2 | Porto          |
| A3 | Al Ahly        |
| A4 | Inter Miami CF |

| TT | Đội                 |
| -- | ------------------- |
| B1 | Paris Saint-Germain |
| B2 | Atlético Madrid     |
| B3 | Botafogo            |
| B4 | Seattle Sounders FC |

| TT | Đội           |
| -- | ------------- |
| C1 | Bayern Munich |
| C2 | Auckland City |
| C3 | Boca Juniors  |
| C4 | Benfica       |

| TT | Đội                           |
| -- | ----------------------------- |
| D1 | Flamengo                      |
| D2 | Espérance de Tunis            |
| D3 | Chelsea                       |
| D4 | Los Angeles FC / Club América |

| TT | Đội                |
| -- | ------------------ |
| E1 | River Plate        |
| E2 | Urawa Red Diamonds |
| E3 | Monterrey          |
| E4 | Inter Milan        |

| TT | Đội               |
| -- | ----------------- |
| F1 | Fluminense        |
| F2 | Borussia Dortmund |
| F3 | Ulsan HD          |
| F4 | Mamelodi Sundowns |

| TT | Đội             |
| -- | --------------- |
| G1 | Manchester City |
| G2 | Wydad AC        |
| G3 | Al Ain          |
| G4 | Juventus        |

| TT | Đội               |
| -- | ----------------- |
| H1 | Real Madrid       |
| H2 | Al Hilal          |
| H3 | Pachuca           |
| H4 | Red Bull Salzburg |

## Địa điểm thi đấu
Vào ngày 28 tháng 9 năm 2024, FIFA đã công bố danh sách mười hai địa điểm trong tổng cộng mười một thành phố ở giải đấu: Lincoln Financial Field ở Philadelphia, Pennsylvania; Audi Field ở Washington D.C.; Lumen Field ở Seattle, Washington; Rose Bowl ở Pasadena, California; Sân vận động TQL ở Cincinnati, Ohio; Sân vận động Bank of America ở Charlotte, North Carolina; Mercedes-Benz Stadium in Atlanta, Georgia; Sân vận động Hard Rock ở Miami Gardens, Florida, nơi sẽ tổ chức trận mở màn nơi có sự góp mặt của Inter Miami; Geodis Park ở Nashville, Tennessee; Sân vận động Camping World và Sân vận động Exploria ở Orlando, Florida; and Sân vận động MetLife ở Đông Rutherford, New Jersey, nơi sẽ diễn ra trận chung kết.. Lumen Field sẽ tổ chức tất cả ba trận vòng bảng cho Seattle Sounders.. Đối với các sân vận động còn lại, năm trong số đó sẽ sử dụng cho FIFA World Cup 2026. Trái với các giải đấu FIFA khác, bao gồm cả kỳ World Cup sắp tới, các sân vận động sẽ được giữ nguyên tên ban đầu.
| Pasadena (Khu vực Los Angeles) | East Rutherford (New York City Area) | Atlanta                      |
| ------------------------------ | ------------------------------------ | ---------------------------- |
| Rose Bowl                      | MetLife Stadium                      | Mercedes-Benz Stadium        |
| Sức chứa: 88,500               | Sức chứa: 82,500                     | Sức chứa: 75,000             |
|                                |                                      |                              |
| Philadelphia                   | Seattle                              | Miami Gardens (Vùng Miami)   |
| Lincoln Financial Field        | Lumen Field                          | Hard Rock Stadium            |
| Sức chứa: 69,000               | Sức chứa: 69,000                     | Sức chứa: 65,000             |
|                                |                                      |                              |
| Orlando                        | Orlando                              | Nashville                    |
| Sân vận động Camping World     | Sân vận động Exploria                | Geodis Park                  |
| Sức chứa: 65,000               | Sức chứa: 25,000                     | Sức chứa: 30,000             |
|                                |                                      |                              |
| Cincinnati                     | Washington D.C.                      | Charlotte                    |
| Sân vận động TQL               | Audi Field                           | Sân vận động Bank of America |
| Sức chứa: 26,000               | Sức chứa: 20,000                     | Sức chứa: 75,000             |
|                                |                                      |                              |

|  | Biểu đồ hiện đang tạm thời không khả dụng do vấn đề kĩ thuật. |

| - 1 Atlanta - 2 Charlotte - 3 Cincinnati - 4 East Rutherford - 5 Miami Gardens - 6 Nashville | - 7 Orlando - 8 Pasadena - 9 Philadelphia - 10 Seattle - 11 Washington D.C. |

|  | Biểu đồ hiện đang tạm thời không khả dụng do vấn đề kĩ thuật. |

| - 1 Atlanta - 2 Charlotte - 3 Cincinnati - 4 East Rutherford - 5 Miami Gardens - 6 Nashville | - 7 Orlando - 8 Pasadena - 9 Philadelphia - 10 Seattle - 11 Washington D.C. |

## Trọng tài trận đấu
Vào ngày 14 tháng 4 năm 2025, FIFA xác nhận có 117 trọng tài tới từ 41 thành viên liên đoàn khác nhau lựa chọn bắt chính giải đấu, bao gồm 35 trọng tài chính, 58 trợ lý trọng tài và 24 trọng tài video.
| Liên đoàn | Trọng tài chính      | Trợ lý trọng tài                          | Trợ lý trọng tài video | Trọng tài dự phòng               |
| --------- | -------------------- | ----------------------------------------- | --- | -------------------------------- |
| AFC       | Alireza Faghani      | Anton Shchetinin Ashley Beecham           | Khamis Al-Marri Shaun Evans Fu Ming Mohammed Obaid Khadim | Omar Al Ali Ma Ning              |
| AFC       | Salman Falahi        | Ramzan Al-Naemi Majid Al-Shammari         | Khamis Al-Marri Shaun Evans Fu Ming Mohammed Obaid Khadim | Omar Al Ali Ma Ning              |
| AFC       | Ilgiz Tantashev      | Timur Gaynullin Andrey Tsapenko           | Khamis Al-Marri Shaun Evans Fu Ming Mohammed Obaid Khadim | Omar Al Ali Ma Ning              |
| CAF       | Dahane Beida         | Jerson Emiliano dos Santos Stephen Yiembe | Hamza Al-Fariq Mahmoud Ashour | Mutaz Ibrahim Jean-Jacques Ndala |
| CAF       | Mustapha Ghorbal     | Mokrane Gourari Abbes Akram Zerhouni      | Hamza Al-Fariq Mahmoud Ashour | Mutaz Ibrahim Jean-Jacques Ndala |
| CAF       | Issa Sy              | Djibril Camara Nouha Bangoura             | Hamza Al-Fariq Mahmoud Ashour | Mutaz Ibrahim Jean-Jacques Ndala |
| CONCACAF  | Iván Barton          | David Morán Henry Pupiro                  | Tatiana Guzmán Érick Galindo Guillermo Larios Armando Villarreal                                                                                                   |                                  |
| CONCACAF  | Drew Fischer         | Lyes Arfa Micheal Barwegen                | Tatiana Guzmán Érick Galindo Guillermo Larios Armando Villarreal                                                                                                   |                                  |
| CONCACAF  | Saíd Martínez        | Walter López Christian Ramírez            | Tatiana Guzmán Érick Galindo Guillermo Larios Armando Villarreal                                                                                                   |                                  |
| CONCACAF  | Tori Penso           | Kathryn Nesbitt Brooke Mayo               | Tatiana Guzmán Érick Galindo Guillermo Larios Armando Villarreal                                                                                                   |                                  |
| CONCACAF  | César Arturo Ramos   | Alberto Morín Marco Bisguerra             | Tatiana Guzmán Érick Galindo Guillermo Larios Armando Villarreal                                                                                                   |                                  |
| CONMEBOL  | Ramon Abatti         | Rafael Alves Danilo Manis                 | Nicolás Gallo Leodán González Juan Lara Hernán Carlos Mastrángelo Juan Soto                                                                                        | Gustavo Tejera                   |
| CONMEBOL  | Juan Gabriel Benítez | Eduardo Cardozo Milcíades Saldívar        | Nicolás Gallo Leodán González Juan Lara Hernán Carlos Mastrángelo Juan Soto                                                                                        | Gustavo Tejera                   |
| CONMEBOL  | Yael Falcón          | Facundo Rodríguez Maximiliano Del Yesso   | Nicolás Gallo Leodán González Juan Lara Hernán Carlos Mastrángelo Juan Soto                                                                                        | Gustavo Tejera                   |
| CONMEBOL  | Cristián Garay       | José Retamal Miguel Rocha                 | Nicolás Gallo Leodán González Juan Lara Hernán Carlos Mastrángelo Juan Soto                                                                                        | Gustavo Tejera                   |
| CONMEBOL  | Wilton Sampaio       | Bruno Boschilia Bruno Pires               | Nicolás Gallo Leodán González Juan Lara Hernán Carlos Mastrángelo Juan Soto                                                                                        | Gustavo Tejera                   |
| CONMEBOL  | Facundo Tello        | Juan Pablo Belatti Gabriel Chade          | Nicolás Gallo Leodán González Juan Lara Hernán Carlos Mastrángelo Juan Soto                                                                                        | Gustavo Tejera                   |
| CONMEBOL  | Jesús Valenzuela     | Jorge Urrego Tulio Moreno                 | Nicolás Gallo Leodán González Juan Lara Hernán Carlos Mastrángelo Juan Soto                                                                                        | Gustavo Tejera                   |
| OFC       |                      |                                           | | Campbell-Kirk Kawana-Waugh       |
| UEFA      | Espen Eskås          | Jan Erik Engan Isaak Bashevkin            | Ivan Bebek Jérôme Brisard Bastian Dankert Carlos del Cerro Grande Marco Di Bello Rob Dieperink Alejandro Hernández Hernández Tomasz Kwiatkowski Bram Van Driessche |                                  |
| UEFA      | István Kovács        | Mihai Marius Marica Ferencz Tunyogi       | Ivan Bebek Jérôme Brisard Bastian Dankert Carlos del Cerro Grande Marco Di Bello Rob Dieperink Alejandro Hernández Hernández Tomasz Kwiatkowski Bram Van Driessche |                                  |
| UEFA      | François Letexier    | Cyril Mugnier Mehdi Rahmouni              | Ivan Bebek Jérôme Brisard Bastian Dankert Carlos del Cerro Grande Marco Di Bello Rob Dieperink Alejandro Hernández Hernández Tomasz Kwiatkowski Bram Van Driessche |                                  |
| UEFA      | Danny Makkelie       | Hessel Steegstra Jan de Vries             | Ivan Bebek Jérôme Brisard Bastian Dankert Carlos del Cerro Grande Marco Di Bello Rob Dieperink Alejandro Hernández Hernández Tomasz Kwiatkowski Bram Van Driessche |                                  |
| UEFA      | Szymon Marciniak     | Tomasz Listkiewicz Adam Kupsik            | Ivan Bebek Jérôme Brisard Bastian Dankert Carlos del Cerro Grande Marco Di Bello Rob Dieperink Alejandro Hernández Hernández Tomasz Kwiatkowski Bram Van Driessche |                                  |
| UEFA      | Glenn Nyberg         | Mahbod Beigi Andreas Söderkvist           | Ivan Bebek Jérôme Brisard Bastian Dankert Carlos del Cerro Grande Marco Di Bello Rob Dieperink Alejandro Hernández Hernández Tomasz Kwiatkowski Bram Van Driessche |                                  |
| UEFA      | Michael Oliver       | Stuart Burt James Mainwaring              | Ivan Bebek Jérôme Brisard Bastian Dankert Carlos del Cerro Grande Marco Di Bello Rob Dieperink Alejandro Hernández Hernández Tomasz Kwiatkowski Bram Van Driessche |                                  |
| UEFA      | Anthony Taylor       | Gary Beswick Adam Nunn                    | Ivan Bebek Jérôme Brisard Bastian Dankert Carlos del Cerro Grande Marco Di Bello Rob Dieperink Alejandro Hernández Hernández Tomasz Kwiatkowski Bram Van Driessche |                                  |
| UEFA      | Clément Turpin       | Nicolas Danos Benjamin Pagès              | Ivan Bebek Jérôme Brisard Bastian Dankert Carlos del Cerro Grande Marco Di Bello Rob Dieperink Alejandro Hernández Hernández Tomasz Kwiatkowski Bram Van Driessche |                                  |
| UEFA      | Slavko Vinčić        | Tomaž Klančnik Andraž Kovačič             | Ivan Bebek Jérôme Brisard Bastian Dankert Carlos del Cerro Grande Marco Di Bello Rob Dieperink Alejandro Hernández Hernández Tomasz Kwiatkowski Bram Van Driessche |                                  |
| UEFA      | Felix Zwayer         | Robert Kempter Christian Dietz            | Ivan Bebek Jérôme Brisard Bastian Dankert Carlos del Cerro Grande Marco Di Bello Rob Dieperink Alejandro Hernández Hernández Tomasz Kwiatkowski Bram Van Driessche |                                  |

## Vòng bảng

### Bảng A
| VT | Đội            | ST | T | H | B | BT | BB | HS | Đ | Giành quyền tham dự             |
| -- | -------------- | -- | - | - | - | -- | -- | -- | - | ------------------------------- |
| 1  | Palmeiras      | 3  | 1 | 2 | 0 | 4  | 2  | +2 | 5 | Lọt vào vòng đấu loại trực tiếp |
| 2  | Inter Miami CF | 3  | 1 | 2 | 0 | 4  | 3  | +1 | 5 | Lọt vào vòng đấu loại trực tiếp |
| 3  | Porto          | 3  | 0 | 2 | 1 | 5  | 6  | −1 | 2 |                                 |
| 4  | Al Ahly        | 3  | 0 | 2 | 1 | 4  | 6  | −2 | 2 |                                 |

| Al Ahly | 0–0      | Inter Miami CF |
| ------- | -------- | -------------- |
|         | Chi tiết |                |

| Palmeiras | 0–0      | Porto |
| --------- | -------- | ----- |
|           | Chi tiết |       |

| Palmeiras                       | 2–0      | Al Ahly |
| ------------------------------- | -------- | ------- |
| - Abou Ali 49' (og) - López 59' | Chi tiết |         |

| Inter Miami CF            | 2–1      | Porto               |
| ------------------------- | -------- | ------------------- |
| - Segovia 47' - Messi 59' | Chi tiết | - Aghehowa 8' (pen) |

| Inter Miami CF             | 2–2      | Palmeiras                     |
| -------------------------- | -------- | ----------------------------- |
| - Allende 16' - Suárez 65' | Chi tiết | - Paulinho 80' - Maurício 87' |

| Porto                                                    | 4–4      | Al Ahly                                               |
| -------------------------------------------------------- | -------- | ----------------------------------------------------- |
| - Mora 23' - William Gomes 50' - Aghehowa 53' - Pepê 89' | Chi tiết | - Abou Ali 15', 45+2' (ph.đ.), 51' - Ben Romdhane 64' |

### Bảng B
| VT | Đội                 | ST | T | H | B | BT | BB | HS | Đ | Giành quyền tham dự             |
| -- | ------------------- | -- | - | - | - | -- | -- | -- | - | ------------------------------- |
| 1  | Paris Saint-Germain | 3  | 2 | 0 | 1 | 6  | 1  | +5 | 6 | Lọt vào vòng đấu loại trực tiếp |
| 2  | Botafogo            | 3  | 2 | 0 | 1 | 3  | 2  | +1 | 6 | Lọt vào vòng đấu loại trực tiếp |
| 3  | Atlético Madrid     | 3  | 2 | 0 | 1 | 4  | 5  | −1 | 6 |                                 |
| 4  | Seattle Sounders FC | 3  | 0 | 0 | 3 | 2  | 7  | −5 | 0 |                                 |

1. 1 2 3  Hoà điểm đối đầu (3). Hiệu số bàn thắng đối đầu: Paris Saint-Germain +3, Botafogo 0, Atlético Madrid –3.

| Paris Saint-Germain                                                   | 4–0      | Atlético Madrid |
| --------------------------------------------------------------------- | -------- | --------------- |
| - Fabián 19' - Vitinha 45+1' - Mayulu 87' - Lee Kang-in 90+7' (ph.đ.) | Chi tiết |                 |

| Botafogo                     | 2–1      | Seattle Sounders FC |
| ---------------------------- | -------- | ------------------- |
| - Cunha 28' - Igor Jesus 44' | Chi tiết | - C. Roldan 75'     |

| Seattle Sounders FC | 1–3      | Atlético Madrid     |
| ------------------- | -------- | ------------------- |
| Rusnák 50'          | Chi tiết | - Barrios 11' , 55' |

| Paris Saint-Germain | 0–1      | Botafogo       |
| ------------------- | -------- | -------------- |
|                     | Chi tiết | Igor Jesus 36' |

| Seattle Sounders FC | 0–2      | Paris Saint-Germain              |
| ------------------- | -------- | -------------------------------- |
|                     | Chi tiết | - Hakimi 35' - Kvaratskhelia 66' |

| Atlético Madrid  | 1–0      | Botafogo |
| ---------------- | -------- | -------- |
| - Griezmann 87'' | Chi tiết |          |

### Bảng C
| VT | Đội           | ST | T | H | B | BT | BB | HS  | Đ | Giành quyền tham dự             |
| -- | ------------- | -- | - | - | - | -- | -- | --- | - | ------------------------------- |
| 1  | Benfica       | 3  | 2 | 1 | 0 | 9  | 2  | +7  | 7 | Lọt vào vòng đấu loại trực tiếp |
| 2  | Bayern Munich | 3  | 2 | 0 | 1 | 12 | 2  | +10 | 6 | Lọt vào vòng đấu loại trực tiếp |
| 3  | Boca Juniors  | 3  | 0 | 2 | 1 | 4  | 5  | −1  | 2 |                                 |
| 4  | Auckland City | 3  | 0 | 1 | 2 | 1  | 17 | −16 | 1 |                                 |

| Bayern Munich                                                                                   | 10–0     | Auckland City |
| ----------------------------------------------------------------------------------------------- | -------- | ------------- |
| - Coman 6', 21' - Boey 18' - Olise 20', 45+3' - Müller 45', 89' - Musiala 67', 73' (ph.đ.), 84' | Chi tiết |               |

| Boca Juniors                    | 2–2      | Benfica                                 |
| ------------------------------- | -------- | --------------------------------------- |
| - Merentiel 21' - Battaglia 27' | Chi tiết | - Di María 45+3' (ph.đ.) - Otamendi 84' |

| Benfica                                                                            | 6–0      | Auckland City |
| ---------------------------------------------------------------------------------- | -------- | ------------- |
| - Di María 45'+8'(pen), 90+8(pen) - Pavlidis 53' - Sanches 63' - Barreiro 76', 78' | Chi tiết |               |

| Bayern Munich          | 2–1      | Boca Juniors  |
| ---------------------- | -------- | ------------- |
| - Kane 18' - Olise 84' | Chi tiết | Merentiel 66' |

| Auckland City | 1–1      | Boca Juniors      |
| ------------- | -------- | ----------------- |
| Gray 52'      | Chi tiết | Garrow 26' (l.n.) |

| Benfica         | 1–0      | Bayern Munich |
| --------------- | -------- | ------------- |
| Schjelderup 13' | Chi tiết |               |

### Bảng D
| VT | Đội                | ST | T | H | B | BT | BB | HS | Đ | Giành quyền tham dự             |
| -- | ------------------ | -- | - | - | - | -- | -- | -- | - | ------------------------------- |
| 1  | Flamengo           | 3  | 2 | 1 | 0 | 6  | 2  | +4 | 7 | Lọt vào vòng đấu loại trực tiếp |
| 2  | Chelsea            | 3  | 2 | 0 | 1 | 6  | 3  | +3 | 6 | Lọt vào vòng đấu loại trực tiếp |
| 3  | Espérance de Tunis | 3  | 1 | 0 | 2 | 1  | 5  | −4 | 3 |                                 |
| 4  | Los Angeles FC     | 3  | 0 | 1 | 2 | 1  | 4  | −3 | 1 |                                 |

| Chelsea                    | 2–0      | Los Angeles FC |
| -------------------------- | -------- | -------------- |
| - Neto 34' - Fernández 79' | Chi tiết |                |

| Flamengo                         | 2–0      | Espérance de Tunis |
| -------------------------------- | -------- | ------------------ |
| - De Arrascaeta 17' - Araújo 70' | Chi tiết |                    |

| Flamengo                                            | 3–1      | Chelsea    |
| --------------------------------------------------- | -------- | ---------- |
| - Bruno Henrique 62' - Danilo 65' - Wallace Yan 83' | Chi tiết | - Neto 13' |

| Los Angeles FC | 0–1      | Espérance de Tunis |
| -------------- | -------- | ------------------ |
|                | Chi tiết | Belaïli 70'        |

| Los Angeles FC | 1–1      | Flamengo        |
| -------------- | -------- | --------------- |
| Bouanga 84'    | Chi tiết | Wallace Yan 86' |

| Espérance de Tunis | 0–3      | Chelsea                                         |
| ------------------ | -------- | ----------------------------------------------- |
|                    | Chi tiết | - Adarabioyo 45+3' - Delap 45+5' - George 90+7' |

### Bảng E
| VT | Đội                | ST | T | H | B | BT | BB | HS | Đ | Giành quyền tham dự             |
| -- | ------------------ | -- | - | - | - | -- | -- | -- | - | ------------------------------- |
| 1  | Inter Milan        | 3  | 2 | 1 | 0 | 5  | 2  | +3 | 7 | Lọt vào vòng đấu loại trực tiếp |
| 2  | Monterrey          | 3  | 1 | 2 | 0 | 5  | 1  | +4 | 5 | Lọt vào vòng đấu loại trực tiếp |
| 3  | River Plate        | 3  | 1 | 1 | 1 | 3  | 3  | 0  | 4 |                                 |
| 4  | Urawa Red Diamonds | 3  | 0 | 0 | 3 | 2  | 9  | −7 | 0 |                                 |

| River Plate                            | 3–1      | Urawa Red Diamonds |
| -------------------------------------- | -------- | ------------------ |
| - Colidio 12' - Driussi 48' - Meza 73' | Chi tiết |                    |

| Monterrey | 1–1      | Inter Milan     |
| --------- | -------- | --------------- |
| Ramos 25' | Chi tiết | L. Martínez 42' |

| Inter Milan                       | 2–1      | Urawa Red Diamonds |
| --------------------------------- | -------- | ------------------ |
| - L. Martínez 78' - Carboni 90+2' | Chi tiết | Watanabe 11'       |

| River Plate | 0–0      | Monterrey |
| ----------- | -------- | --------- |
|             | Chi tiết |           |

| Inter Milan                       | 2–0      | River Plate |
| --------------------------------- | -------- | ----------- |
| - F. Esposito 72' - Bastoni 90+3' | Chi tiết |             |

| Urawa Red Diamonds | 0–4      | Monterrey                                        |
| ------------------ | -------- | ------------------------------------------------ |
|                    | Chi tiết | - Deossa 30' - Berterame 34', 90+7' - Corona 39' |

### Bảng F
| VT | Đội               | ST | T | H | B | BT | BB | HS | Đ | Giành quyền tham dự             |
| -- | ----------------- | -- | - | - | - | -- | -- | -- | - | ------------------------------- |
| 1  | Borussia Dortmund | 3  | 2 | 1 | 0 | 5  | 3  | +2 | 7 | Lọt vào vòng đấu loại trực tiếp |
| 2  | Fluminense        | 3  | 1 | 2 | 0 | 4  | 2  | +2 | 5 | Lọt vào vòng đấu loại trực tiếp |
| 3  | Mamelodi Sundowns | 3  | 1 | 1 | 1 | 4  | 4  | 0  | 4 |                                 |
| 4  | Ulsan HD          | 3  | 0 | 0 | 3 | 2  | 6  | −4 | 0 |                                 |

| Fluminense | 0–0      | Borussia Dortmund |
| ---------- | -------- | ----------------- |
|            | Chi tiết |                   |

| Ulsan HD | 0–1      | Mamelodi Sundowns |
| -------- | -------- | ----------------- |
|          | Chi tiết | Rayners 36'       |

| Mamelodi Sundowns                         | 3–4      | Borussia Dortmund                                             |
| ----------------------------------------- | -------- | ------------------------------------------------------------- |
| - Ribeiro 11' - Rayners 62' - Mothiba 90' | Chi tiết | - Nmecha 16' - Guirassy 34' - Bellingham 45' - Mudau 59'(o.g) |

| Fluminense                                          | 4–2      | Ulsan HD                               |
| --------------------------------------------------- | -------- | -------------------------------------- |
| - Arias 27' - Nonato 66' - Freytes 83' - Keno 90+2' | Chi tiết | - Lee Jin-hyun 37' - Um Won-sang 45+3' |

| Borussia Dortmund | 1–0      | Ulsan HD |
| ----------------- | -------- | -------- |
| Svensson 36'      | Chi tiết |          |

| Mamelodi Sundowns | 0–0      | Fluminense |
| ----------------- | -------- | ---------- |
|                   | Chi tiết |            |

### Bảng G
| VT | Đội             | ST | T | H | B | BT | BB | HS  | Đ | Giành quyền tham dự             |
| -- | --------------- | -- | - | - | - | -- | -- | --- | - | ------------------------------- |
| 1  | Manchester City | 3  | 3 | 0 | 0 | 13 | 2  | +11 | 9 | Lọt vào vòng đấu loại trực tiếp |
| 2  | Juventus        | 3  | 2 | 0 | 1 | 11 | 6  | +5  | 6 | Lọt vào vòng đấu loại trực tiếp |
| 3  | Al Ain          | 3  | 1 | 0 | 2 | 2  | 12 | −10 | 3 |                                 |
| 4  | Wydad AC        | 3  | 0 | 0 | 3 | 2  | 8  | −6  | 0 |                                 |

| Manchester City       | 2–0      | Wydad AC |
| --------------------- | -------- | -------- |
| - Foden 2' - Doku 42' | Chi tiết |          |

| Al Ain | 0–5      | Juventus                                                  |
| ------ | -------- | --------------------------------------------------------- |
|        | Chi tiết | - Kolo Muani 11', 45+4' - Conceição 21', 58' - Yıldız 31' |

| Juventus                                                    | 4–1      | Wydad AC  |
| ----------------------------------------------------------- | -------- | --------- |
| - Boutouil 6'(o.g) - Yıldız 16', 69' - Vlahović 90+4'(pen.) | Chi tiết | Lorch 25' |

| Manchester City                                                                  | 6–0      | Al Ain |
| -------------------------------------------------------------------------------- | -------- | ------ |
| - Gündoğan 8', 73' - Echeverri 27' - Haaland 45+5'(pen.) - Bobb 84' - Cherki 89' | Chi tiết |        |

| Juventus                         | 2–5      | Manchester City                                                       |
| -------------------------------- | -------- | --------------------------------------------------------------------- |
| - Koopmeiners 11' - Vlahović 84' | Chi tiết | - Doku 9' - Kalulu 26' (l.n.) - Haaland 52' - Foden 69' - Savinho 75' |

| Wydad AC   | 1–2      | Al Ain                          |
| ---------- | -------- | ------------------------------- |
| Mailula 4' | Chi tiết | - Laba 45+1' (ph.đ.) - Kaku 50' |

### Bảng H
| VT | Đội               | ST | T | H | B | BT | BB | HS | Đ | Giành quyền tham dự             |
| -- | ----------------- | -- | - | - | - | -- | -- | -- | - | ------------------------------- |
| 1  | Real Madrid       | 3  | 2 | 1 | 0 | 7  | 2  | +5 | 7 | Lọt vào vòng đấu loại trực tiếp |
| 2  | Al Hilal          | 3  | 1 | 2 | 0 | 3  | 1  | +2 | 5 | Lọt vào vòng đấu loại trực tiếp |
| 3  | Red Bull Salzburg | 3  | 1 | 1 | 1 | 2  | 4  | −2 | 4 |                                 |
| 4  | Pachuca           | 3  | 0 | 0 | 3 | 2  | 7  | −5 | 0 |                                 |

| Real Madrid  | 1-1      | Al Hilal            |
| ------------ | -------- | ------------------- |
| - Garcia 34' | Chi tiết | Rúben Neves 41' (P) |

| Pachuca      | 1–2      | Red Bull Salzburg          |
| ------------ | -------- | -------------------------- |
| González 56' | Chi tiết | - Gloukh 42' - Onisiwo 76' |

| Real Madrid                                 | 3–1      | Pachuca     |
| ------------------------------------------- | -------- | ----------- |
| - Bellingham 35' - Güler 43' - Valverde 70' | Chi tiết | Montiel 80' |

| Red Bull Salzburg | 0–0      | Al Hilal |
| ----------------- | -------- | -------- |
|                   | Chi tiết |          |

| Al Hilal                                    | 2–0      | Pachuca |
| ------------------------------------------- | -------- | ------- |
| - S. Al-Dawsari 22' - Marcos Leonardo 90+5' | Chi tiết |         |

| Red Bull Salzburg | 0–3      | Real Madrid                                     |
| ----------------- | -------- | ----------------------------------------------- |
|                   | Chi tiết | - Vinícius 40' - Valverde 45+3' - G. García 84' |

## Vòng đấu loại trực tiếp
Ở vòng đấu loại trực tiếp, nếu trận đấu kết thúc với tỷ số hòa, trận đấu sẽ bước vào thời giạn hiệp phụ, mỗi hiệp 15 phút. Nếu sau hiệp phụ kết quả không thay đổi thì hai đội sẽ bước vào loạt sút luân lưu.

### Nhánh đấu
|  | Vòng 16 đội                          | Vòng 16 đội                 |                                     |   | Tứ kết | Tứ kết |  |  | Bán kết | Bán kết |  |  | Chung kết | Chung kết |
|  |                                      |                             |                                     |   |        |        |  |  |         |         |  |  |           |           |
|  | 30 tháng 6 – Charlotte               |                             |                                     |   |        |        |  |  |         |         |  |  |           |           |
|  |                                      |                             |                                     |   |        |        |  |  |         |         |  |  |           |           |
|  | Inter Milan                          | 0                           |                                     |   |        |        |  |  |         |         |  |  |           |           |
|  | Inter Milan                          | 0                           | 4 tháng 7 – Orlando (Camping World) |   |        |        |  |  |         |         |  |  |           |           |
|  | Fluminense                           | 2                           |                                     |   |        |        |  |  |         |         |  |  |           |           |
|  | Fluminense                           | 2                           | Fluminense                          | 2 |        |        |  |  |         |         |  |  |           |           |
|  | 30 tháng 6 – Orlando (Camping World) |                             | Fluminense                          | 2 |        |        |  |  |         |         |  |  |           |           |
|  |                                      | Al-Hilal                    | 1                                   |   |        |        |  |  |         |         |  |  |           |           |
|  | Manchester City                      | Al-Hilal                    | 1                                   | 3 |        |        |  |  |         |         |  |  |           |           |
|  | Manchester City                      |                             | 8 tháng 7 – East Rutherford         | 3 |        |        |  |  |         |         |  |  |           |           |
|  | Al-Hilal (s.h.p.)                    | 4                           |                                     |   |        |        |  |  |         |         |  |  |           |           |
|  | Al-Hilal (s.h.p.)                    | 4                           | Fluminense                          | 0 |        |        |  |  |         |         |  |  |           |           |
|  | 28 tháng 6 – Philadelphia            |                             | Fluminense                          | 0 |        |        |  |  |         |         |  |  |           |           |
|  |                                      | Chelsea                     | 2                                   |   |        |        |  |  |         |         |  |  |           |           |
|  | Palmeiras (s.h.p.)                   | Chelsea                     | 2                                   | 1 |        |        |  |  |         |         |  |  |           |           |
|  | Palmeiras (s.h.p.)                   | 4 tháng 7 – Philadelphia    |                                     | 1 |        |        |  |  |         |         |  |  |           |           |
|  | Botafogo                             | 0                           |                                     |   |        |        |  |  |         |         |  |  |           |           |
|  | Botafogo                             | 0                           | Palmeiras                           | 1 |        |        |  |  |         |         |  |  |           |           |
|  | 28 tháng 6– Charlotte                |                             | Palmeiras                           | 1 |        |        |  |  |         |         |  |  |           |           |
|  |                                      | Chelsea                     | 2                                   |   |        |        |  |  |         |         |  |  |           |           |
|  | Benfica                              | Chelsea                     | 2                                   | 1 |        |        |  |  |         |         |  |  |           |           |
|  | Benfica                              |                             | 13 tháng 7 – East Rutherford        | 1 |        |        |  |  |         |         |  |  |           |           |
|  | Chelsea (s.h.p.)                     | 4                           |                                     |   |        |        |  |  |         |         |  |  |           |           |
|  | Chelsea (s.h.p.)                     | 4                           | Chelsea                             | 3 |        |        |  |  |         |         |  |  |           |           |
|  | 29 tháng 6 – Atlanta                 |                             | Chelsea                             | 3 |        |        |  |  |         |         |  |  |           |           |
|  |                                      | Paris Saint-Germain         | 0                                   |   |        |        |  |  |         |         |  |  |           |           |
|  | Paris Saint-Germain                  | Paris Saint-Germain         | 0                                   | 4 |        |        |  |  |         |         |  |  |           |           |
|  | Paris Saint-Germain                  | 5 tháng 7 – Atlanta         |                                     | 4 |        |        |  |  |         |         |  |  |           |           |
|  | Inter Miami CF                       | 0                           |                                     |   |        |        |  |  |         |         |  |  |           |           |
|  | Inter Miami CF                       | 0                           | Paris Saint-Germain                 | 2 |        |        |  |  |         |         |  |  |           |           |
|  | 29 tháng 6 – Miami Gardens           |                             | Paris Saint-Germain                 | 2 |        |        |  |  |         |         |  |  |           |           |
|  |                                      | Bayern Munich               | 0                                   |   |        |        |  |  |         |         |  |  |           |           |
|  | Flamengo                             | Bayern Munich               | 0                                   | 2 |        |        |  |  |         |         |  |  |           |           |
|  | Flamengo                             |                             | 9 tháng 7 – East Rutherford         | 2 |        |        |  |  |         |         |  |  |           |           |
|  | Bayern Munich                        | 4                           |                                     |   |        |        |  |  |         |         |  |  |           |           |
|  | Bayern Munich                        | 4                           | Paris Saint-Germain                 | 4 |        |        |  |  |         |         |  |  |           |           |
|  | 1 tháng 7 – Atlanta                  |                             | Paris Saint-Germain                 | 4 |        |        |  |  |         |         |  |  |           |           |
|  |                                      | Real Madrid                 | 0                                   |   |        |        |  |  |         |         |  |  |           |           |
|  | Real Madrid                          | Real Madrid                 | 0                                   | 1 |        |        |  |  |         |         |  |  |           |           |
|  | Real Madrid                          | 5 tháng 7 – East Rutherford |                                     | 1 |        |        |  |  |         |         |  |  |           |           |
|  | Juventus                             | 0                           |                                     |   |        |        |  |  |         |         |  |  |           |           |
|  | Juventus                             | 0                           | Real Madrid                         | 3 |        |        |  |  |         |         |  |  |           |           |
|  | 1 tháng 7 – Miami Gardens            |                             | Real Madrid                         | 3 |        |        |  |  |         |         |  |  |           |           |
|  |                                      | Borussia Dortmund           | 2                                   |   |        |        |  |  |         |         |  |  |           |           |
|  | Borussia Dortmund                    | Borussia Dortmund           | 2                                   | 2 |        |        |  |  |         |         |  |  |           |           |
|  | Borussia Dortmund                    |                             |                                     | 2 |        |        |  |  |         |         |  |  |           |           |
|  | Monterrey                            | 1                           |                                     |   |        |        |  |  |         |         |  |  |           |           |
|  | Monterrey                            | 1                           |                                     |   |        |        |  |  |         |         |  |  |           |           |

### Vòng 16 đội
| Palmeiras     | 1–0 (s.h.p.) | Botafogo |
| ------------- | ------------ | -------- |
| Paulinho 100' | Chi tiết     |          |

| Benfica                | 1–4 (s.h.p.) | Chelsea                                                    |
| ---------------------- | ------------ | ---------------------------------------------------------- |
| Di María 90+5' (ph.đ.) | Chi tiết     | - James 64' - Nkunku 108' - Neto 114' - Dewsbury-Hall 117' |

| Paris Saint-Germain                                | 4–0      | Inter Miami CF |
| -------------------------------------------------- | -------- | -------------- |
| - Neves 6', 39' - Avilés 44' (l.n.) - Hakimi 45+3' | Chi tiết |                |

| Flamengo                            | 2–4      | Bayern Munich                                    |
| ----------------------------------- | -------- | ------------------------------------------------ |
| - Gerson 33' - Jorginho 55' (ph.đ.) | Chi tiết | - Pulgar 6' (l.n.) - Kane 9', 73' - Goretzka 41' |

| Inter Milan | 0–2      | Fluminense                 |
| ----------- | -------- | -------------------------- |
|             | Chi tiết | - Cano 3' - Hércules 90+3' |

| Manchester City                       | 3–4 (s.h.p.) | Al Hilal                                                 |
| ------------------------------------- | ------------ | -------------------------------------------------------- |
| - Silva 9' - Haaland 55' - Foden 104' | Chi tiết     | - Marcos Leonardo 46', 112' - Malcom 52' - Koulibaly 94' |

| Real Madrid   | 1–0      | Juventus |
| ------------- | -------- | -------- |
| G. García 54' | Chi tiết |          |

| Borussia Dortmund | 2–1      | Monterrey     |
| ----------------- | -------- | ------------- |
| Guirassy 14', 24' | Chi tiết | Berterame 48' |

### Tứ kết
| Fluminense                      | 2–1      | Al Hilal            |
| ------------------------------- | -------- | ------------------- |
| - Martinelli 40' - Hércules 70' | Chi tiết | Marcos Leonardo 51' |

| Palmeiras   | 1–2      | Chelsea                            |
| ----------- | -------- | ---------------------------------- |
| Estêvão 53' | Chi tiết | - Palmer 16' - Weverton 83' (l.n.) |

| Paris Saint-Germain        | 2–0      | Bayern Munich |
| -------------------------- | -------- | ------------- |
| - Doué 78' - Dembélé 90+6' | Chi tiết |               |

| Real Madrid                                    | 3–2      | Borussia Dortmund                      |
| ---------------------------------------------- | -------- | -------------------------------------- |
| - G. García 10' - F. García 20' - Mbappé 90+4' | Chi tiết | - Beier 90+3' - Guirassy 90+8' (ph.đ.) |

### Bán kết
| Fluminense | 0–2      | Chelsea             |
| ---------- | -------- | ------------------- |
|            | Chi tiết | João Pedro 18', 56' |

| Paris Saint-Germain                       | 4–0      | Real Madrid |
| ----------------------------------------- | -------- | ----------- |
| - Fabián 6', 24' - Dembélé 9' - Ramos 87' | Chi tiết |             |

### Chung kết
| Chelsea                               | 3–0      | Paris Saint-Germain |
| ------------------------------------- | -------- | ------------------- |
| Cole Palmer 22', 30' · João Pedro 43' | Chi tiết |                     |

## Tiếp thị

### Xây dựng thương hiệu
Vào ngày 4 tháng 9 năm 2024, FIFA đã phát hành biểu tượng và chữ ký âm thanh chính thức của giải đấu. Biểu tượng lấy cảm hứng từ quả bóng, lịch sử và văn hóa bóng đá, với tên viết tắt của giải đấu được trừu tượng hóa thành biểu tượng hình tròn.Âm thanh chính thức sẽ có sự góp mặt của ca sĩ người Ý Gala (singer) với bài hát "Freed from Desire".Ngày 14/11, FIFA công bố cúp mới của Club World Cup

### Trái bóng
Vào ngày 31 tháng 1 năm 2025, quả bóng chính thức đã được Adidas tiết lộ, Thiết kế có các họa tiết khối có cạnh răng cưa và các ngôi sao và sọc được phân tách màu đỏ, trắng và xanh lam, màu sắc của quốc kỳ Hoa Kỳ.

### Nhà tài trợ
| Đối tác của FIFA                                                            | Nhà tài trợ FIFA Club World Cup                                       | Ủng hộ FIFA Club World Cup             |
| --------------------------------------------------------------------------- | --------------------------------------------------------------------- | -------------------------------------- |
| - Adidas - Aramco - Coca-Cola - Hyundai–Kia - Lenovo - Qatar Airways - Visa | - AB InBev (Michelob Ultra and Budweiser) - Bank of America - Hisense | - Rock-it Cargo - LVMH (Tiffany & Co.) |